# Río Negro (Chile)
Río Negro – miasto w Chile, w regionie Los Lagos, w prowincji Osorno.